# Багт кошги (дворец бракосочетаний)
Дворец бракосочетаний «Багт кошги» (туркм. Bagt köşgi) — открытый в 2011 году Ашхабадский Дворец бракосочетания, построенный турецкой строительной компанией «Полимекс» по заказу Правительства Туркменистана.

## Описание Дворца

Дворец бракосочетаний с ночной иллюминацией

Одиннадцатиэтажное здание площадью более 38 тысяч квадратных метров представляет собой трехступенчатое сооружение, каждая сторона которого имеет вид восьмиконечной звезды. Куб, возвышающийся на больших колоннах, образует его верхнюю ступень и вбирает в себя шар диаметром 32 метра — символическую планету Земля с изображением карты Туркменистана. Четыре входа в здание символизируют четыре стороны света.
Внутреннее убранство помещений Дворца также выполнены в туркменском стиле. В состав центра входят шесть залов для торжественных регистраций брака, каждый из которых получил своё название, три свадебных зала для проведения праздничных мероприятий, два из которых рассчитаны на 500 и один на 1000 мест. На девятом этаже Дворца — в центральной части «шара» — размещен Золотой зал для бракосочетаний, названный «Шамчыраг».
Во Дворце также размещено семь банкетных залов, 36 магазинов, два кафе, пункты оказания всех необходимых свадебных услуг, салоны свадебной одежды, свадебного оформления автомашин, проката ювелирных изделий, национальных украшений, фотосалон и салон красоты, гостиница на 22 комфортабельных номера. На третьем и четвёртом этажах — административные помещения и архив. Под зданием находится закрытая автостоянка на 300 машин.